# ヘンリー・ヴィンケルマン

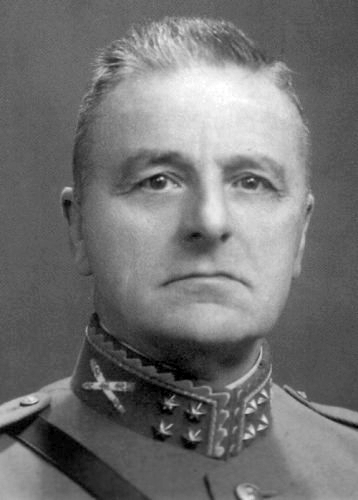
ヘンリー・G・ヴィンケルマン(1940年)

ヘンリー・へラルト・ヴィンケルマン (Henri Gerard Winkelman, 1876年8月17日 - 1952年12月27日) は、オランダの陸軍軍人。第二次世界大戦でオランダ陸軍の最高司令官を務めた。

## 経歴
1876年8月17日にマーストリヒトで生まれる。1892年にオランダ陸軍に入隊。彼は、オランダ領東インドのオランダ植民地軍の将校を目指していた。1896年に中尉に昇級。第一次世界大戦時は大佐であった。
戦間期の間、参謀長の地位を狙っていたが最終的には参謀長の地位にはたどり着けず、失意の彼は軍の引退を決意していた。しかし第二次世界大戦でナチス・ドイツがオランダに侵攻してきた事により、最高司令官に任命される。しかし敗北は明らかで、1940年5月17日、オランダ軍は降伏した。
その後、彼は退役した上で捕虜となったが、終戦後に解放された。